# (5439) Couturier
Pour les articles homonymes, voir Couturier.
(5439) Couturier est un astéroïde de la ceinture principale.

## Description
(5439) Couturier est un astéroïde de la ceinture principale. Il fut découvert par Henry E. Holt le 14 septembre 1990 à l'observatoire Palomar. Il présente une orbite caractérisée par un demi-grand axe de 3,94 UA, une excentricité de 0,157 et une inclinaison de 1,233° par rapport à l'écliptique.
Il fut nommé en hommage à Pierre Couturier, président de l'observatoire de Paris-Meudon.

## Compléments